# Personaggi di Lucky Luke

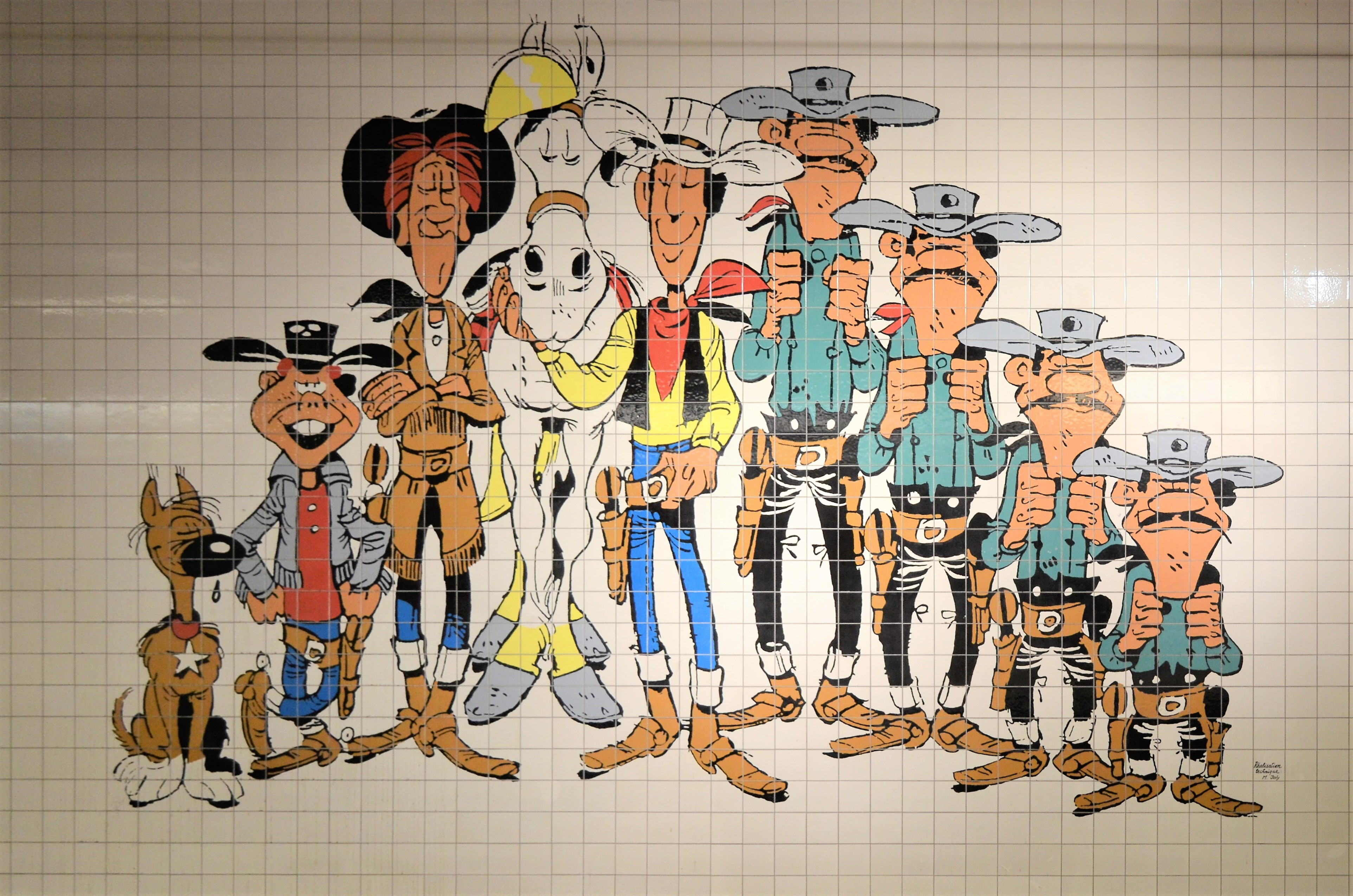
Murales della stazione metropolina di Charleroi rappresentante personaggi principali della serie: da sinistra Rantanplan, Billy the Kid, Calamity Jane, Jolly Jumper, Lucky Luke, Averell Dalton, Jack Dalton, William Dalton e Joe Dalton.

Questa è una lista dei personaggi della serie a fumetti Lucky Luke, creata da Morris e René Goscinny.

## Personaggi principali

### Lucky Luke
Protagonista della serie, un temerario e perlopiù impassabile cowboy conosciuto per "sparare più veloce della sua stessa ombra". Assistito spesso dalla fortuna (da qui il nome), vaga per il West senza meta soffermandosi per aiutare il prossimo da soprusi o criminali di ogni calibro. Possiede una colt 48 che in svariate storie, a cominciare da Lucky Luke e Phil Defer è detta avere ben 7 pallottole, dettaglio poco utile visto che ricarica alla stessa velocità con cui spara.

### Jolly Jumper/Saltapicchio
Il fedele cavallo di Luke, caratterizzato dal manto bianco e la criniera bionda. Sebbene in rare occasioni si esprimesse a parole tramite nuvolette di pensiero, a partire da All'inseguimento dei Dalton, si esprime saccentemente o sarcasticamente a parole, parole che solamente il suo cowboy è in grado di capire, sebbene non sia precisamente chiaro se i due parlino direttamente o se si intendano alla prima.Dimostra molte volte di disprezzare il cane Rantanplan commentando soprattutto la sua scarsa intelligenza e inutilità.

### Rantanplan/Bushwack
È il cane da guardia che (in teoria) sorveglia i penitenziari in cui i Dalton sono rinchiusi. Soprannominato il "cane più stupido del West", si tratta di un cane dalla razza imprecisata (nelle prime storie somiglia molto ad pastore tedesco, considerando che fu creato come parodia di Rin Tin Tin, diventando molto più stilizzato nelle storie avvenire; nell'albo La guarigione dei Dalton rivela di essere un cane di razza mista; la serie televisiva lo rappresenta come un Chien de Saint-Hubert). Sopravvalutato da tutti meno i protagonisti (specie da Jolly Jumper, che lo disprezza), è poco sveglio, capisce alla rovescia gli ordini e reagisce a scoppio ritardato quando viene calciato o pestato. Come Jolly, anche Rantanplan parla, ma nessuno lo capisce (Jolly Jumper compreso), tranne gli altri cani. L'unica persona a cui obbedisce senza incomprensioni è Ma' Dalton a causa del suo tono secco, preciso e intimidatorio.

### Joe, William, Jack e Averell Dalton
Antagonisti principali della serie, sono introdotti nell'albo Lucky Luke contro Joss Jamon, ma compiono il loro effettivo debutto nella storia successiva: I cugini Dalton. Sono i cugini della reale e storica Banda Dalton, composta nella serie da Bob, Grat, Bill e Emmett, intenzionati a vendicarsi dell'uomo che li ha catturati e fatti condannare a morte.
Fisicamente sono identici, ma con la statura a scaletta: uno più alto dell'altro. Sono tanto malvagi quanto stupidi. Joe (il più anziano e il più basso della banda) è il capo nonché il più criminale dei quattro fratelli,sempre preso da una crisi di nervi al solo menzionare la loro nemesi o quando i suoi fratelli commettono delle gaffe, William e Jack (le cui altezze sono talvolta invertite) sono spesso limitati a frenare le crisi furibonde del fratello e Averell (il più giovane e il più alto) è il più tonto e innocente della banda (nonché la causa dei fallimenti dei loro piani), passando più tempo a mangiare, anche ciò che non è commestibile e viene sempre sgridato dai suoi fratelli anche se in fondo gli vogliono bene(specialmente Joe).
Nel 2004 sono protagonisti del primo film cinematografico dal vivo ufficiale della serie, e nel 2010 diventano protagonisti di una serie animata in cui tentano miriadi di modi per scappare dal penitenziario.

## Personaggi secondari

### Dick Diggers
Il primo personaggio secondario mai apparso nella serie, nell'albo a lui intitolato (La miniera d'oro di Dick Diggers). Un vecchio minatore d'oro che ha fatto fortuna, viene rapinato della mappa per la sua miniera (nascosta in una bottiglia di rum vuota) e prende una botta in testa che gli fa perdere la memoria. Luke gli ritrova la mappa e la memoria viene riacquistata. Partirà poi con la moglie e il figlio verso la sua miniera.
Compare anche nel film live action del 2009 nel ruolo di colui che dona a Luke l'appellativo di "Lucky".

### Calamity Jane
Inizialmente erroneamente dipinta come una criminale del calibro dei Dalton, Billy the Kid e Jesse James, Calamity è una donna agguerrita che ha preferito la via mascolina a quella femminile, diventando una vera e propria cowgirl. Nonostante il suo titolo di "desperado" viene ritirato nell'albo a lei dedicato, nelle storie in cui ha il ruolo di co-protagonista viene spesso incastrata di qualche crimine. Oltre al carattere da vero maschiaccio, Calamity è anche caratterizzata da il vizio di imprecare ogni due per tre. In rare occasioni, si sforza di tentare la via femminile, tornando però con gioia dalla sua carabina.

### Ned e Sam
Un vecchio timoniere di barche del Mississippi e il suo assistente di colore. Compaiono in Risalendo il Mississippi e Il ponte sul Mississippi, dove svolgono ripetutamente la loro gag: Ned racconta qualche aneddoto strampalato o esagerato, ma incredibilmente verosimile, sulle caratteristiche e i capricci del fiume, seguito subito da Sam che gli passa una tazza di caffè per rifarsi la gola dopo la storia.
Non appaiono negli adattamenti animati delle due storie.

### Mathias Bones/Fiddlededee/Barnaby Inchiodalabara
Un ricorrente becchino dal lungo naso all'ingiù. Molti becchini compaiono nella serie di Lucky Luke e quasi tutti sono fonte di umorismo nero, spesso facendo commenti tanto ironici quanto tetri sul loro lavoro o prendendo continuamente le misure quando si avvicina un duello. Mathias è il più riccorrente. Debutta dall'albo La faida di Painful Gulch, ma raggiunge l'apice della sua popolarità con i primi film animati in ruoli secondari, al punto che negli adattamenti delle storie della seconda serie animata in cui compare un becchino, Mathias sostituisce quelli che non sono lui. Gira sempre con un avvoltoio domestico di nome Fifi (o Oscar).
Ne Le nuove avventure di Lucky Luke, Mathias è rinominato Barnaby Inchiodalabara e, per quanto mantiene il suo aspetto e carattere, dimostra di avere a cuore Lucky Luke e i suoi futuri clienti, preferendo un povero ma onesto commercio a uno provocato da false voci e menzogne.

### Buffalo Bill
Celebre cacciatore di bisonti, cowboy, Pony Express e showman. Compare in svariati albi della serie a partire in un breve cameo in I Dalton si ravvedono. La sua prima e apparizione rilevante avviene ne Il Daily Star, dove Morris ne approfitta per inserire una caratteristica da poco scoperta sul personaggio: la balbuzie. Ha ruoli rilevanti in Pony Express e La leggenda del West: nel primo collabora con Lucky con il nascente servizio del Pony Express, nel secondo vuole invitare l'ex-collega a unirsi al Wild West Show.

### Colonnello McStraggle e Cavalleggero Grover McStraggle
Co-protagonisti dell'albo Il 20º Cavalleria. Nonostante Grover sia suo figlio, il duro e rigido colonnello non ha intenzione di dare a lui favoritismi, ciò lo porta a punirlo severamente per qualsiasi imperfezione egli compia. Grover accetta impassibilmente queste punizioni, finché decide di tentare con Luke una sortita dal loro forte sotto assedio, tenendo testa al padre (con sua enorme gioia).
Compaiono entrambi all'inizio del film del 2009.

### Ming Li-Foo
Un umile, filosofico e tranquillo lavandaio cinese che debutta ne Il 20º Cavalleria, per poi comparire in più albi, diventando come Mathias uno dei personaggi ricorrenti più popolari. Il suo aspetto nei fumetti e media è sempre stato quello di un piccolo e glabro omino con un cappello a cono di paglia. Nella serie TV, però, ottiene un costume meno stereotipato, costume che ottiene anche nella serie animata I Dalton, dove acquisisce anche baffi e pizzetto.

### Hank Bully
Un pimpante conduttore di carovane per la Wells Fargo che debutta nell'albo La diligenza. Di aspetto è una caricatura di Wallace Beery. Ogni volta che vede Luke, si diverte a fargli saltare via con la frusta la sigaretta o il filo d'erba che ha in bocca. Compare anche ne La fidanzata di Lucky Luke e Belle Starr.

### Waldo Badmington e Jasper
Il titolare "piedidolci" dell'omonimo albo e il suo maggiordomo. Un nobile fanciullo inglese che, affascinato dal rustico stile del cowboy di un suo avo, ha deciso di accettare in eredità i suoi possedimenti nel West. Caratterizzato da una postura invidiabile e una inamovibile espressione seria, cosa che lo rende tanto antipatico quanto tosto agli occhi dei suoi nemici e di coloro che lo stuzzicano per la sua natura di piedidolci. È una caricatura di Albert Uderzo (o di Oscar Wilde).
Jasper è invece il maggiordomo di Waldo al suo arrivo nel West, ma esasperato dall'indecoroso comportamento dei nemici del padrone, intende ritirarsi, ma viene convinto a rimanere almeno finché le cose non saranno sistemate. Durante quel lasso di tempo, Jasper si convince nel rimanere in America dove tenterà di fare fortuna come cercatore d'oro in Klondike, storia poi esplorata nell'omonimo albo.

### Lulù Carabine/Louisiana Lulù
Una bella e popolare cantante da Saloon, caricatura di Mae West. Debutta nell'albo Dalton City e appare in numerose occasioni tra cui nel primo film animato, dove è colei che canta la prima canzone della pellicola. Joe Dalton le ha fatto la corte, ignorando che fosse sposata con il suo pianista Wallace, cosa che in Western Circus sembra averla resa popolare.

### Cosmo Smith e Fletcher Jones
Due agenti della Pinkerton National Detective Agency che debuttano nell'albo Jesse James e ricompaiono in un ruolo minore in Lucky Luke contro Pinkerton. Sono due investigatori alquanto bravi, ma che non sanno mantenere bene il segreto dell'incognito, stupendosi come mai i loro avversari riescano a riconoscerli mentre al contempo stesso sventolano accessori targati Pinkerton. Sono una caricatura degli agenti Dupont e Dupond.

### Colonnello O'Nollan
Comandante di origini irlandesi di Fort Canyon in Canyon Apache. Gestisce con cuore e impulsività il suo reggimento contro gli indiani di Patronimo. Si dimostra molto furioso nei confronti della tribù indiana, avendo questa rapito suo figlio Patrick in tenera età (scoprendo con gioia al termine della storia che è vivo e che sta ricoprendo il ruolo di stregone della tribù). Al termine della storia viene detto che fa ritorno in Irlanda dalla moglie con il figlio, ma viene rivisto nella storia Wanted Lucky Luke dove è ancora a capo del reggimento di Fort Canyon.

### Hank Wallys/Tom Taylor
Un vaccaro dal gioioso comportamento. Quando si incontra con Lucky Luke, si divertono a prendersi a botte per salutarsi. Debutta nell'albo Il cavaliere bianco e ricompare in O.K. Corral.

### Laura Legs/Lotta Leggs
Una cantante di saloon che debutta ne Il granduca, dove Leonida si invaghisce della sua performance e galantemente le dimostra il suo profondo rispetto complimentandosi con lei e bevendo dal suo stivale. Laura rimane colpita da un cotale ammiratore che lo salverà da un'imboscata ordita dal suo capo e scapperà in un'altra città. Viene poi rivista in La corda al collo e altre storie, dove è di nuovo al centro dell'attenzione quando un suo spasimante scambia Luke per un rivale e lo sfida a duello. Laura, quindi, stende Luke e prende il suo posto per cercare di convincerlo a desistere, scoprendo con sorpresa che la figlia del fabbro ha fatto lo stesso per il suo spasimante, in quanto innamorata di lui. Così, Laura si salva da questa spinosa situazione. La sua ultima apparizione è in L'uomo che uccise Lucky Luke, dove arriva a Froggy Town per stabilirsi definitivamente, lasciando il cabaret per sposarsi con Anton Bone. A fine storia, decide di aspettarlo quando tornerà dalla prigione.
Nella serie televisiva, il personaggio è rinominato Lotta Leggs, ed è la padrona e cantante del saloon di Daisy Town, nonché l'interesse romantico di Luke.

### Joshua "Doc" Wednesday
Alleato di Luke in L'uomo che uccise Lucky Luke. Un uomo abile quasi quanto Luke con la pistola, ma che ha esagerato troppo con l'alcool e il tabacco al punto dal risultare molto più vecchio di quanto non sia, motivo per cui supplica Luke di non seguire mai le sue orme. Preoccupato nel vedere in Luke i segni dell'astinenza da tabacco, lo stende e si sostituisce a lui per il duello contro Anton, venendo colpito alle spalle dal padre di questi. In suo onore, Luke cesserà di fumare.

### Anton, Steve e James Bone
Rispettivamente i vice-sceriffi e lo sceriffo di Froggy Town in L'uomo che uccise Lucky Luke. Quando il padre tornò dalla guerra civile e scoprì che la moglie era morta lasciando a lui tre figli di cui uno autistico (James), egli divenne violento (Steve, per via delle botte, divenne strabico), finché non iniziò a trovare oro nella sua concessione. Affinché continuasse così, Anton e Steve fecero di James lo sceriffo per tenerlo lontano dalla concessione e iniziarono a rubare oro altrui per farlo trovare al padre. Quando però, dal panico, Steve porse al padre più oro del normale, i cittadini si insospettirono e il furto fu poi scoperto. Anton e Steve si costituirono, in quanto diretti responsabili dei furti e di un omicidio accidentale. Anton è inoltre il fidanzato di Laura Legs.

### Angie, Bonnie e Cherry
Co-protagoniste di Wanted Lucky Luke, tre sorelle orfane a cui è rimasta una mandria che vogliono vendere. Incappano in Lucky Luke in un periodo in cui pende su di lui una grossa taglia sulla sua testa e, colpite dal suo personaggio, decidono di sfidarsi ad accalappiarselo. Cherry ci va più vicina baciandolo e chiedendogli di restare ad avventura finita, ma purtroppo dovrà vedere Luke andarsene all'orizzonte.

### Bud Willis e Terrence "Terry" McQueen
Protagonisti e narratori della storia Choco-Boys. Sono due cowboy che durante un lavoro, hanno scoperto di essere omossessuali. Quando però furono beccati da un trapper di passaggio che fece poi spargere la voce della loro relazione, Terry non la prese bene e chiuse la loro relazione bruscamente. Quando Bud finirà in coppia con Luke per un lavoro, questi lo spinge a infischiarsene del parare della gente e di battersi per colui che ama.
I loro nomi (e corporature) sono un omaggio a Bud Spencer e Terence Hill (ironicamente, questi interpreta Lucky Luke nella serie TV).

### Zia Martha
Zia di Luke (non noto se materna o paterna), che si prende cura del ragazzo in Kid Lucky.

### Joannie Molson
Una bambina snob e dai modi raffinati. A detta di Lucky in Choco-Boys, l'unica ragazza per cui ha mai avuto una cotta.

### Hurricane Lisette
Una bambina dal carattere da maschiaccio e i metodi assai bruschi. Molto simile a Calamity Jane nell'aspetto.

### Piccolo Cactus
Un giovane bambino indiano che insegna Luke i trucchi della sua tribù.

### Billy Bad
Un bulletto che tenta più volte di dimostrarsi migliore di Lucky. Ne Il lazo letale, avrà modo di avere il tanto agognato duello con lui.

### Dopey
Un giovane ragazzino tontolone.

### Paquito
Un bambino messicano.

## Antagonisti

### Big Belly/Big Billy e il suo compare
I primi antagonisti della serie. Un grasso cowboy violento e un maldestro messicano dal nome ignoto. Compaiono ne La miniera d'oro di Dick Diggers, dove rubano la mappa di Dick e sono poi fregati da Luke, e in Arizona, dove lavorano per un uomo di nome Cheat per rubare l'oro di alcuni concessionari.

### Mad Jim
La prima (e tecnicamente unica) vittima di Lucky Luke, titolare antagonista de Il sosia di Lucky Luke. Come suggerisce il titolo, è la copia sputata di Lucky Luke, al punto che viene sostituito a lui per salvarsi dalla forca. Unicamente Jolly Jumper riesce a distinguerli. Alla fine della storia, Luke insegue Jim nel saloon e lo fa fuori.

### Pat Poker
Un baro professionista apparso in Lucky Luke contro Pat Poker e poi apparso in Il ponte sul Mississippi. Dirige l'operazione criminale della sua città. Inizialmente sottovaluta Luke, quando arriva (privato anzitempo dallo stesso Pat di vestiti e cavallo) con indumenti da bambino (gli unici che ha potuto ottenere) e lo deride. Quando poi Luke rientra in possesso dei suoi indumenti e armamenti, sfida Poker a duello e, apparentemente vince poiché questi si accascia morente al suolo, ma si scopre solo una finta di Pat per essere portato via dal becchino, piano che fallisce grazie all'intuito di Luke. Il suo aspetto è una caricatura di Luke Short.
Pat è l'antagonista principale del film live action, dove ricorre ad un simile stratagemma per la finta morte. Inoltre è rivelato essere parte della banda che uccise i genitori del cowboy.

### Emmett, Bill, Grat e Bob Dalton
I primi personaggi storici introdotti nella serie, ma non per questo rappresentati fedelmente (Bill, per esempio, non faceva parte della banda originale). Nonostante Emmett sia il capo e il più anziano, Bob è il più laborioso e temuto del gruppo, al punto che ha la taglia maggiore rispetto a tutti. Appaiono in Fuorilegge, dove incappano in Luke, l'unico cowboy temerario a non filare al loro cospetto, nonché l'unico che riesce a gabbarli e rinchiuderli. Dopo averlo seminato, i Dalton decidono di fare un colpo alle due banche di Coffeyville, dove Luke gli attende con un agguato, dove avrà luogo la loro ultima sparatoria. Bob tenta la fuga, ma rimane impigliato ad una lanterna appesa per il fazzoletto, sparando all'impazzata. Nella stesura originale, Luke lo trafigge con una pallottola, uccidendolo; ma per poi aderire alle leggi della censura, Bob sarà poi comicamente catturato (nell'albo Choco-Boys, però, Luke rivela che canonicamente l'ha ucciso e, come nella realtà, i racconti delle sue avventure hanno omesso questo dettaglio). Successivamente, i Dalton sono poi processati e condannati a morte, Emmett compreso, nonostante nella realtà fosse sopravvissuto (dettaglio poi corretto in Gli zietti Dalton).
Data la loro popolarità, quando Goscinny si unì a Morris nella creazione delle storie di Luke, propose l'idea di far resuscitare i Dalton, vedendo in loro un potenziale comico appena sfiorato nella storia: nascono così Joe, William, Jack e Averell Dalton.

### Billy the Kid
Un giovane criminale, apparso per la prima volta assieme a Jesse James e Calamity Jane su poster ricercato in Fuorilegge, ricompare assieme agli altri due e i cugini Dalton in Lucky Luke contro Joss Jamon, dove è raffigurato come un grosso uomo in carne dai lunghi baffi. A partire da Billy the Kid, il criminale ottiene un cambio d'immagine e una personalità, entrando ufficialmente nel pantheon dei personaggi di Lucky Luke. Cartunescamente, è rappresentato come un ragazzino, dal carattere all'aspetto fisico, nonostante sia confermato che sia in età adulta. Nel suo debutto, terrorizza la cittadina di Fort Weakling con la sua mera presenza, approfittando della codardia della gente per fare quello che vuole, tra cui rubare caramelle al droghiere e obbligare il barista a vendere solo cioccolata calda. Luke tenta di spingere la popolazione a processarlo, ma troppo spaventati i cittadini lo scagionano. Furibondo, Luke si spaccia per un criminale più perfido del moccioso, al punto che la gente inizia a supplicare Billy di essere il loro protettore, facendolo andare fuori di testa, non sopportando l'idea di essere considerato un eroe. Ricompare poi in altre storie dove tenta di vendicarsi di Luke.
Compare nel film live action come comprimario. Sarebbe anche dovuto apparire nella serie TV, interpretato dal figlio di Terence Hill, Ross, ma la sua prematura morte portò alla conclusione della serie.

### Jesse James, Frank James e Cole Younger
L'ultimo della triade di fuorilegge ricercati in Fuorilegge, nonché l'unico il cui design ha subito meno cambiamenti radicali. Debutta alla fine dell'albo Billy the Kid, dove Fort Weakling lo scaccia immediatamente via, avendo imparato a non temere i criminali come lui, ma diventa l'antagonista principale, assieme al fratello Frank e il cugino Cole, nell'albo ad egli intitolato. Reduce dalla Guerra di Secessione, Jesse si ispira a Robin Hood per aiutare i poveri, ma derubando i ricchi per rendere ricchi i poveri, Jesse si trova di fronte a rapinare i neo-ricchi, rifiutandosi poi di ripetere la carità. Frank (che al pari del fratello, si mette a leggere Shakespeare, citando frasi dalle sue opere con tanto di fonte) convince quindi a passarsi i soldi in famiglia in un ciclo perpetuo in cui si passeranno il denaro. Cole, invece, è il braccio e la spalla comica del gruppo. I tre scappano dagli agenti Pinkerton in Texas, dove non sono ricercati e, per continuare a non esserlo, fingono di essersi ravveduti, così che Luke non possa arrestarli. Approfittando della sua assenza, però, i tre tornano a razziare i paesani. Luke riesce infine ad acciuffarli e scacciarli via in Arkansas, dove dovrebbero essere attesi da Pinkerton. Jesse ricomparirà poi in ruoli minori nei seguenti fumetti.
È un comprimario nel film live-action dove la passione di citare Shakespeare di Frank, viene data a lui.

### Dr. Samuel Doxey/Dr. Oxyde e Scraggy
Un medico ciarlatano che riesce addirittura a convincere sé stesso del bene che (non) sta facendo e il suo inetto assistente. In realtà egli è un vero medico e non è propriamente un criminale, ma un mero approfittatore, ma avendo Scraggy accidentalmente messo del veleno per topi nei suoi intrugli, una cittadina lo accusa di aver tentato di avvelenarli, venendo perciò braccati da Luke. Dalla seconda metà della sua storia, L'elixir del Dr. Doxey, il dottore, senza il suo assistente (nel cartone viene spiegato che l'ha usato come distrazione per una facile fuga) si rade la barba e i baffi per scappare alla giustizia, sotto l'alias di Dr. Oxyde. Non ricompare in altri albi con ruoli maggiori, ma è specificato essere ancora in circolazione. È una caricatura di Louis Jouvet, attore noto per il ruolo di Knock.

### Phil Defer
Un fuorilegge noto per la sua micidiale bravura con la pistola, la sua alta statura e fisco magrolino, nonché per il suo essere superstizioso. Antagonista di Lucky Luke e Phil Defer, viene assolato dal disonesto alberghiere O'Sullivan per liberarsi dell'onesto concorrente O'Hara. Luke, volendo aiutare il suo vecchio amico O'Hara, stende Phil e si spaccia per lui, fingendo poi di morire a duello contro di lui. Ma il vero Phil fa ritorno e Luke fa altrettanto per impedirgli di creare noie. Durante il duello finale, Luke riesce a stenderlo. Inizialmente Morris voleva far sì che morisse, ma l'editore suggerì che venisse implicato che fosse semplicemente ferito. Phil è poi citato in alcune storie, ma non ricompare più. In Wanted Lucky Luke, si scopre che ha un figlio di nome Brad che, per vendicare la sua (presunta) morte, vuole accoppare Luke, ma nella storia Jolly Jumper non parla più, si scopre che Phil è vivo e si è messo con Ma' Dalton. È una caricatura di Jack Palance.

### Joss Jamon e la sua banda
Joss Jamon è il capobanda di un gruppo di sei malfattori che approfittano della pace seguente alla Guerra di Secessione: compreso Joss, gli altri membri sono Pete l'Indeciso, Jack il Muscolo, Joe il Pellerossa, Sam il Fattore e Bill il Baro. Sono antagonisti nella storia Lucky Luke contro Joss Jamon, dove depredano fattorie e città sul loro cammino. Luke viene accusato di essere parte della banda, ma si ripromette di catturare i veri criminali o di tornare per farsi impiccare. La sua ricerca lo porta a Frontier City, dove Joss intende candidarsi come sindaco, riuscendoci tramite minacce. Luke tenta allora di rovinargli la carriera politica facendo ricorso a costumi e pallottole che gli rompono sigari e bicchieri che sta usando. Ben presto la popolazione prende il suo esempio e Joss e la sua banda viene neutralizzata. Joss è poi citato in alcune occasioni, ma ricompare con i suoi uomini nella storia Wanted Lucky Luke, intenzionato a prendersi la taglia sulla testa di Luke.
Pete l'Indeciso è una caricatura di René Goscinny.

### Patronimo
Un violento capo indiano Apache ispirato a Cochise. Antagonista di Canyon Apache. Come il Colonnello O'Nollan, nutre un profondo odio verso i visi pallidi, primariamente perché è proprio un mezzosangue. Ricompare in Wanted Lucky Luke, come antagonista minore, rivelando di essere ancora a capo della sua tribù.

### Ma' Dalton
La madre di Joe, William, Jack e Averell. All'apparenza una dolce vecchia, fisicamente simile ai suoi figli, in realtà nasconde una malevola mente criminale che tiene assopita perché non ha motivo di tirarla fuori se non per mantenere alto il nome della famiglia o per il bene di essa. Tratta con amore Averell e con rigidità il resto dei figli, ma vuole ugualmente bene a tutti quanti.

### Elliot Belt/Roy "Serpente a Sonagli"
Il titolare antagonista di Cacciatore di taglie. Un cacciatore di taglie della peggior specie, quasi l'esatto specchio di Lucky Luke: avido, egoista, subdolo e menefreghista. Interessato ad una grossa taglia sulla testa di un indiano ingiustamente accusato di furto di cavalli, decide di catturarlo e fare una fortuna, creando però al contempo la scintilla per una guerra indiana. Ciò lo porterà a diventare tale e quale alle sue vittime: un ricercato e come tale sarà braccato dai suoi ex-colleghi. Ricompare in un breve cameo ne L'uomo di Washington e in alcuni episodi de Le nuove avventure di Lucky Luke. È una caricatura di Lee Van Cleef e del suo arcinoto ruolo di Sentenza, alias il Cattivo de Il buono, il brutto, il cattivo.

### Professor Otto Von Himbeergeist
Uno professore tedesco giunto in America per testare la sua teoria di riformazione criminale tramite la psicologia. La sua scelta di cavie ricade sui Dalton, che a metà tra il fingersi curati e l'essere veramente affetti dal processo, riescono a cappottare la situazione facendo del dottore un loro alleato. La sua caratteristica è quella di psicanalizzare con una solo semplice domanda tutti i suoi pazienti. Ricompare in brevi cameo in La terra promessa e Un cowboy a Parigi.

### Belle Starr
Una ricca criminale che si stabilisce a Fort Smith, che controlla con pugno di ferro grazie alle sue donazioni. Per tanto chiunque avesse la fortuna di essere processato qui, viene scagionato da essa, per cui lavorerà per ripagare il salvataggio dalla forca. Con tale stratagemma, Belle riesce a mantenere il titolo di "Regina dei banditi" per anni, finché in città giungono il giudice Isaac Parker e il boia George Maledon, che riportano ordine e giustizia in città.

### Soapy Smith
Criminale di Dawson addetto al telegrafo e la registrazione delle concessioni minerarie. Con il telegrafo segretamente tagliato, approfitta per sentire le novità degli incauti minatori per poi derubarli. Quando sfida Luke, questi colpisce la sua pistola continuando a fargliela roteare sul dito, gag che ricorre per tutti i loro incontri al punto che il dito sarà troppo gonfio per premere il grilletto.

### Old, Ike, Frank e Billy Clanton
Padre e tre figli, antagonisti di O.K. Corral. Old Clanton ha continuato tramite minacce e assassini a restare al comando della città di Tombstone come sindaco. Quando i fratelli Earp decidono di candidarsi, i Clanton tentano di mettere a loro i bastoni tra le ruote, arrivando pure ad inscenare l'assassinio del padre per mano degli Earp, ma grazie a Luke e Doc Holliday, il loro piano viene mandato a monte. Mentre nella realtà la banda di Ike Clanton muore nella spratoria all'O.K. Corral, il fumetto li vede venire processati con pochi giorni di prigionia per i loro crimini nefasti, per poi essere condannati all'ergastolo per il furto di bestiame di Tom Taylor.

### Ku Klux Klan
Il tremendo clan per la supremazia della razza bianca, affrontato da Luke in due occasioni: ne L'uomo di Washington, Luke impedisce ad un trio di membri del Klan di far fuori un giovane Scott Joplin, mentre in Inferno di cotone, sono i principali antagonisti. Quando Luke eredita una piantagione di cotone da una ricca donna fanatica delle sue avventure, decide di cedere i suoi possedimenti ai lavoratori. La cosa non fa impazzire di gioia il vicino, Quincy Quarterhouse, capo del Klan locale, che tenta di farlo fuori, venendo ostacolati da Luke, gli ex-schiavi, Bass Reeves e i Dalton (non intenzionati a lasciare Quincy l'onore di far fuori Luke). A seguito di un uragano, il Klan finisce disperso nelle paludi del Missouri e alcuni sono divorati dai coccodrilli.

### Vecchio Bone
Antagonista de L'uomo che ha ucciso Lucky Luke. Ex-soldato zoppo, torna a casa per scoprire che è vedovo e con tre figli a carico, uno dei quali autistico. Furibondo, diventa alcolizzato e violento. Per farlo calmare, la famiglia si trasferisce a Froggy Town dove fanno fortuna con l'oro, che rende più calmo il vecchio Bone. Quando l'oro inizia a scarseggiare, i figli progettano di derubare l'oro altrui per farglielo trovare nella miniera, ma ben presto la cosa inizia a farsi sospetta e quando Luke inizia a intuire che i Bone sono coinvolti nella faccenda, viene ordinato dal primogenito di lasciare la città con le buone o le cattive. Preoccupato che Luke non sarà in grado di sparare per bene per l'astinenza da tabacco, Doc Wednesday, si sostituisce a lui e viene sparato alle spalle dal vecchio Bone, convinto di aver ucciso Luke con la sua stessa pistola. Quando il vero Luke, in biancheria, compare, si riprende la pistola e getta l'uomo in prigione. A tal punto, i figli confessano i loro misfatti e accettano le conseguenze. È implicato che il vecchio Bone passerà molto tempo dietro le sbarre per l'omicidio di Doc.

## Altri personaggi storici

### Roy Bean
Il titolare comprimario de Il giudice, noto come "l'unica legge a Ovest del Pecos". Cominciò la sua carriera come imbroglione, al punto che lo impiccarono con la corda di scarsa produzione da lui venduta, ottenendo così un eterno torcicollo che gli impedisce di voltarsi. Roy arresta Lucky con l'accusa di furto di bestiame, ma solo per poter mettere in scena un processo e ravvivare l'ambiente nella sua città, Langtry. Con l'arrivo di un altro falso giudice, Roy si allea con Lucky per smascherarlo e cacciarlo via. La storia si conclude con la cavalleria che giunge per assicurarsi che Roy sia giudicato per la sua illegale professione, ma come fa notare, lui è l'unico giudice di Langtry. Lucky, quindi gli propone di auto-giudicarsi, cosa che il giudice fa, condannato a "ritirare la sua professione e a offrire un giro a tutti".

### Colonnello Drake e "Zio" Billy Smith
L'inventore della trivellazione petrolifera e il suo assistente, comprimari di All'ombra dei pozzi. Dopo aver portato la febbre dell'oro nero a Titusville, inizia a pentirsi del suo operato. Aiuterà Luke con il ripulire la città, venendo votato giudice per liberarsi di malfatti del calibro di Barry Blunt.

### Granduca Leonida e Colonnello Fedor Mikhailovic Bulenkov
Parodia del granduca Aleksej Aleksandrovič Romanov (nonostante tale personaggio venga citato ne Il piedidolci). Un grosso e pomposo granduca russo e il suo interprete che dovrebbe firmare un trattato commerciale tra l'America e la Russia, dopo però essersi goduto le bellezze del Far West. Preoccupato che possa incombere in pericoli, il governo assume Luke per salvaguardare il granduca da eventuali pericoli. Inoltre, a loro insaputa, il granduca è braccato da un terrorista anarchico che intende uccidere il granduca, fallendo ogni suo attentato.
Un simile personaggio si presenta in un episodio della serie televisiva, dove Luke ingaggia un gruppo di teatranti per spacciarsi per nobili russi per portare scandali e scompigli a Lotta Leggs e fargli passare la voglia di esagerare con il pesce d'aprile.

### Imperatore Dean Smith I
Parodia del auto-nominato "Imperatore degli Stati Uniti", Smith era un allevatore che ha fatto una tale fortuna da impazzire e credersi un imperatore, al punto di avere un esercito con tanto di cannoni e artiglieria, situazione che fa gola ad un criminale che intende sfruttare l'armata di Smith per prendersi l'oro di tutta la contea, spacciandola per una conquista del paese dalle mani del presidente. Luke riuscirà a fermarlo catturandolo, facendo disperdere i suoi soldati e intimandogli di andarsene in esilio come Napoleone, suo modello.

### Abraham Lincoln
Sedicesimo presidente degli stati uniti. Comparso ne Il filo che canta e in Lucky Luke contro Pinkerton. Nella prima storia da il via alla realizzazione di una linea telegrafica che unisca il paese, mentre nella seconda finanzia l'agenzia di Pinkerton affinché renda sicuro il paese.

### James Gamble
Uno dei direttori incaricato da Lincoln stesso di estendere la linea telegrafica nel paese. Luke si unisce al suo gruppo dopo lo scioglimento del Pony Express per aiutarlo nell'impresa ne Il filo che canta. È molto ottimista e buontempone (caratteristiche forse passate al personaggio di Piotr nel film Lucky Luke e la più grande fuga dei Dalton).

### Sarah Bernhardt
Una grande attrice e cantante francese la sua carriera è piena di tanti successi quanti scandali, per cui, al suo arrivo per una tournée in America, la gente è divisa tra l'acclamarla come artista e lo schifarla per i suoi momenti meno gradevoli della sua carriera. Luke, per tanto, è incaricato di proteggerla assieme alla sua troupe da eventuali anti-fan, tra cui figura pure Lucy Hayes. Durante il suo giro in America, Sarah recita una parte da Le Vase Brisé di Sully Prudhomme.

### Rutherford B. Hayes e "Lemonade" Lucy Hayes
Diciannovesimo presidenti degli Stati Uniti e la sua first lady, comprimari nelle storie Sarah Bernhardt e L'uomo di Washington. Nella prima, Hayes è il presidente in carica quando l'attrice giunge per la sua tournée in America, e Lucy è una degli anti-fan di Sarah, al punto che si infiltra nella compagnia della donna nelle vesti di truccatore per sabotarla.
Nella seconda storia, ambientata nel periodo elettorale di Hayes, Luke è incaricato di proteggerlo da eventuali anti-repubblicani. Lucy accompagna il marito nel suo viaggio elettorale, per assicurarsi che non caschi nel vizio come l'alcool.

### Horace P. Greely
Giornalista e direttore del giornale da lui fondato, il Daily Star. Luke decide di aiutarlo a fondare le basi per il suo giornale, combattendo contro un barista, un droghiere e un becchino poco contenti di essere messi in cattiva luce nei suoi articoli, fondando un giornale concorrente con scarso successo.
Dopo il suo debutto nell'albo Il Daily Star, il giornale è citato multiple volte nella serie.

### James Eads
Architetto incaricato della costruzione del primo ponte ferroviario che attraversa il Mississippi ne Il ponte sul Mississippi. Il corrotto sindaco di Saint Louis, però, non è intenzionato a permettergli di continuare la costruzione e perdere gli affari con i suoi esosi traghetti. Eads è però assistito da Luke e, nonostante gli efficienti sabotaggi, riesce ad aiutarlo a completare il ponte in tempo.

### Virgil, Wyatt e Morgan Earp
Wyatt è citato diverse volte come un grande pistolero nella serie, ma compie la sua prima apparizione, assieme ai suoi fratelli Virgil e Morgan, in O.K. Corral (in cui non dimostrano di avere buona affinità con i revolver). I fratelli Earp, per vendicare il padre e portare pace a Tombstone ponendo fine alla tirannia dei Clanton, nominano Wyatt come candidato a sindaco. Con l'appoggio di Luke e Doc Holliday, gli Earp sembrano avere la meglio, finché i fratelli Clanton accusano gli Earp di aver ucciso il padre, minando la loro credibilità. Luke rivela la loro messinscena e, con l'aiuto di Wyatt e Doc riesce ad arrestare i Clanton.

### Doc Holliday e Big Nose Kate
Il dentista di Tombstone e sua moglie. Primi alleati, assieme a Luke, nella candidatura di Wyatt Earp in O.K. Corral. Doc, per quanto un gran bevitore, è un tranquillo e basso ometto ed eccellente e rapido dentista, qualità che mette a buon uso durante le elezioni dell'amico. Dopo la sparatoria all'O.K. Corral, Wyatt decide di ritirarsi dalla carica di sindaco e passarla a Doc.
Big Nose Kate è dipinta come una caricatura di Olivia Oyl.

### Frederic Remington
Famoso ed eccellente artista dell'albo Il pittore, che assume Luke per accompagnarlo a dipingere un ritratto del capo indiano Hiawatha. Eccentrico e dal grosso e mostruoso appetito al pari di Obelix. Durante il viaggio, viene perseguitato da un ubriacone che voleva fargliela pagare per una sciocchezza e ci riesce ordinandogli di bruciare i suoi quadri, cosa che il pittore fa, essendo una sua usanza quella di bruciare i quadri meno favoriti.

### Allan Pinkerton
Fondatore della Pinkerton National Detective Agency, comprimario e oppositore dell'albo Lucky Luke contro Pinkerton. Con la sua eccellente e efficiente squadra di investigatori, riesce a controllare l'intera America, schedare ogni singola persona e rinchiudere ogni persona colpevole anche del più ridicolo dei delitti, rimpolpando di molto le prigioni locali e mettendo pure Luke in pensione. Quando i Dalton, furiosi di essere stati catturati da "il nuovo arrivato" e ancora più furiosi di aver speso 8 giorni a evadere solo per scoprire di aver ottenuto un'amnistia per liberare le prigioni sovraffollate, irrompono negli uffici della Pinkerton, rubano le loro armi e rinchiudono tutti gli agenti in una cella, per poi legare Allan. Sul punto di ucciderlo, i Dalton si accorgono che con il suo enorme schedario pieno dei più infidi segreti di ogni persona possono ricattare e ottenere maggior successo. Quando vengono fermati da Luke, chiamato da Allan, il cowboy fa bruciare gli archivi, con grande disappunto da parte dei Dalton e Pinkerton. 

### Auguste Bartholdi
Scultore francese e creatore della Statua della Libertà. Luke lo accompagna per il paese per aiutarlo con l'autofinanziamento per la realizzazione della statua, quindi è incaricato dal presidente di accompagnarlo in Francia a prelevare la statua e proteggerla da eventuali sabotatori mandati da un direttore di una prigione che non solo idolatra la prigionia e aborra la libertà, ma che aveva intenzione di installare un nuovo penitenziario sull'isola dove la statua sarà montata.

### Bass Reeves
Uno sceriffo di colore, abile quanto Luke con la pistola. Compare nell'albo Inferno di cotone dove scorta i Dalton in carcere, incontrando Luke che ha appena scoperto di aver ereditato una piantagione nel Missouri. I Dalton, origliando, decidono di evadere, seguirlo e rubargli i possedimenti, venendo quindi inseguiti da Reeves, che arriva appena in tempo per salvare Luke e i suoi dipendenti dal Ku Klux Klan.

### Albert Overman
Fondatore della Overman Wheel Company e comprimario della storia Lucky Luke monta in sella. Intenzionato a pubblicizzare durante una corsa di bici a San Francisco la sua nuova Bicicletta di sicurezza ma, come ben sospetta, Albert Augustus Pope della Pope Manufacturing Company, produttrice del biciclo, non è intenzionato a permettergli di porre fine alla sua attività. Luke, decide di accompagnarlo, ma per una serie di eventi, si ritrova disperso nel deserto con il prototipo, mentre Albert e Jolly stanno continuando il viaggio in treno. Luke riuscirà a raggiungere San Francisco, ma viene squalificato dalla gara per il ritardo, la mancata registrazione e l'aver portato armi, ma grazie ai reportage di un insistente giornalista più la bella figura fatta nella gara, Albert Overman riesce a pubblicizzare e popolarizzare il suo prototipo.

### Altri
- O'Hara e O'Timmons (parodia degli Hatfields e i McCoys)
- Black Bart
- Mark Twain
- Sigmund Freud
- Ulysses Grant
- Mary Todd Lincoln
- Hiram Sibley
- Edward Creighton
- Washaki
- Adolphe e Arthur Caille
- Albert Londres
- William H. Russell
- Gustave Eiffel
- Isaac Parker
- George Maledon
- Jack London
- Hiawatha
- Annie Oakley
- Sitting Bull
- Davy Crockett
- Charles Strauss
- Victor Hugo
- Scott Joplin
- Scott Hayden
- Arthur Marshall
- Nathan B. Forrest
- Henry Bergh
- Albert Augustus Pope